# Летонија на Европском првенству у атлетици у дворани 2019.
Летонија је учествовала на 35. Европском првенству у дворани 2019 који се одржао у Глазгову, Шкотска, од 1. до 3. марта. Ово је четрнаесто европско првенство у дворани од 1992. године од када је Летонија први пут учествовала. Репрезентацију Летоније представљало је 10 такмичара (4 мушкарца и 6 жена) који су се такмичили у 9 дисциплине (4 мушке и 5 женских).
На овом првенству Летонија није освојила ниједну медаљу. У табели успешности према броју и пласману такмичара који су учествовали у финалним такмичењима (првих 8 такмичара) Летонија је са 1 учесником у финалу делила 31 место са 4 бода.
| Пл. | Земља    | 1. место | 2. место | 3. место | 4. место | 5. место | 6. место | 7. место | 8. место | Бр. фин.-Бод. |
| --- | -------- | -------- | -------- | -------- | -------- | -------- | -------- | -------- | -------- | ------------- |
| 31. | Летонија | –        | –        | –        | –        | 1 – 4    | –        | –        | -        | 1 - 4         |

## Учесници
| Мушкарци: - Јанис Леитис — 400 м - Угис Јоцис — 3.000 м - Кристапс Сиетинш — 60 м препоне - Елвијс Мисанс — Троскок | Жене: - Синдија Букша — 60 м - Гунта Ваичуле — 400 м - Лига Велвере — 800 м - Мара Грива — Скок удаљ - Лаума Грива — Скок удаљ - Лаура Икаунијеце — Петобој |  |

## Резултати

### Мушкарци
| Атлетичар        | Дисциплина   | Лични рекорд | Квалификације | Квалификације | Полуфинале           | Полуфинале           | Финале                | Финале       | Детаљи |
| Атлетичар        | Дисциплина   | Лични рекорд | Резултат      | Место         | Резултат             | Место                | Резултат              | Место        | Детаљи |
| ---------------- | ------------ | ------------ | ------------- | ------------- | -------------------- | -------------------- | --------------------- | ------------ | ------ |
| Јанис Леитис     | 400 м        | 46,71 НР     | 47,34 кв, ЛРС | 4. у гр. 1    | 47,36                | 4. у гр. 1           | Нису се квалификовали | 9 / 21 (22)  |        |
| Угис Јоцис       | 3.000 м      | 7:57,78 НР   | 8:09,99 ЛРС   | 13. у гр. 2   |                      |                      | Нису се квалификовали | 26 / 33 (34) |        |
| Кристапс Сиетинш | 60 м препоне | 7,87         | 8,05          | 7. у гр. 1    | Није се квалификовао | Није се квалификовао | Није се квалификовао  | 29 / 29 (30) |        |
| Елвијс Мисанс    | Троскок      | 17,02        | 16,16         | 16.           |                      |                      | Није се квалификовао  | 16 / 18 (19) |        |

### Жене
| Атлетичарка    | Дисциплина | Лични рекорд | Квалификације    | Квалификације | Полуфинале   | Полуфинале | Финале                | Финале       | Детаљи |
| Атлетичарка    | Дисциплина | Лични рекорд | Резултат         | Место         | Резултат     | Место      | Резултат              | Место        | Детаљи |
| -------------- | ---------- | ------------ | ---------------- | ------------- | ------------ | ---------- | --------------------- | ------------ | ------ |
| Синдија Букшае | 60 м       | 7,34         | 7,39 кв          | 4. у гр. 2    | 7,42         | 7. у гр. 3 | Нису се квалификовале | 22 / 42 (43) |        |
| Гунта Ваичуле  | 400 м      | 53,34        | 52,66 КВ, НР, ЛР | 2. у гр. 5    | 53,53        | 6. у гр. 1 | Нису се квалификовале | 14 / 37      |        |
| Лига Велвере   | 800 м      | 2:01,10 НР   | 2:05,37 КВ       | 1. у гр. 3    | 2:04,06      | 4. у гр. 2 | Нису се квалификовале | 10 / 21      |        |
| Мара Грива     | Скок удаљ  | 6,41         | 6,41 =ЛРС        | 10.           |              |            | Нису се квалификовале | 10 / 17 (19) |        |
| Лаума Грива    | Скок удаљ  | 6,53         | 6,34             | 15.           | 15 / 17 (19) |            | Нису се квалификовале |              |        |

#### Петобој
| Дисциплина   | Лаура Икаунијеце | Лаура Икаунијеце | Лаура Икаунијеце | Лаура Икаунијеце | Лаура Икаунијеце | Лаура Икаунијеце |
| Дисциплина   | Лич. рек.        | Резултат         | Бод.             | Плас.            | Укупно           | Плас.            |
| ------------ | ---------------- | ---------------- | ---------------- | ---------------- | ---------------- | ---------------- |
| 60 м препоне | 8,30             | 8,29 ЛР}         | 1.064            | 3.               | 1.064            | 3.               |
| Скок увис    | 1,85             | 1,84 ЛРС         | 1.029            | 4.               | 2.093            | 2.               |
| Бацање кугле | 13,92            | 13,31            | 748              | 9.               | 2.841            | 5.               |
| Скок удаљ    | 6,49             | 6,33             | 953              | 4.               | 3.794            | 3.               |
| 800 м        | 2:16,30          | 2:14,01 ЛР       | 907              | 7.               | 4.701            | 5.               |
| Петобој      | 4.496 НР         |                  |                  |                  | 4.701 НР, ЛР     | 5 / 10 (12)      |